# Henrik av Eilenburg
Markgreve Henrik av Eilenburg, född omkring 1070, död 1103, tillhörde huset Wettin och var markgreve i grevskapet Lausitz samt Markgrevskapet Meissen.
Hans namn syftar på godset Eilenburg med tillhörande borg som sedan tidiga 1200-talet ingår i samhället Eilenburg. Efter faderns död 1075 skickades Henrik till kejsaren Henrik IV för att överta godset. Däremot fick i början Wratislav II av Böhmen regionen som förläning. Han var en trogen vasall till kejsaren. Henrik av Eilenburg vandrade över omvägar tillbaka till hemorten och 1081 blev han markgreve i Lausitz. När Ekbert II av Meissen var delaktig i ett uppror mot kejsaren blev han avsatt som markgreve och istället blev Henrik markgreve. Henrik var vid tidpunkten Ekbert II svåger och gift med Gertrud av Braunschweig. Henrik av Eilenburg dödades 1103 i ett slag mot slaviska enheter.
På grund av änkans ansträngningar övertog sonen Henrik II av Meissen som blev född under samma år när fadern dog båda markgrevskapen.